# Lappluvan
Lappluvan (Goeptelssjienie) är ett 1058 meter högt berg i Offerdals socken, Krokoms kommun, Jämtland. Lappluvan är en del av Oldfjällen. 